# Frederik Alves
Frederik Alves Ibsen (ur. 8 listopada 1999 w Hvidovre) – duński piłkarz brazylijskiego pochodzenia występujący na pozycji obrońcy w duńskim klubie Brøndby IF oraz w reprezentacji Danii do lat 21. Wychowanek Coritiby, w trakcie swojej kariery grał także w takich zespołach, jak Silkeborg, West Ham United oraz Sunderland.